# Gmina zbiorowa Schüttorf
Gmina zbiorowa Schüttorf (niem. Samtgemeinde Schüttorf) – gmina zbiorowa położona w niemieckim kraju związkowym Dolna Saksonia, w powiecie Grafschaft Bentheim. Siedziba administracji gminy zbiorowej znajduje się w mieście Schüttorf.

## Podział administracyjny
Do gminy zbiorowej Schüttorf należy sześć gmin, w tym jedno miasto (niem. Stadt):
1. Engden
2. Isterberg
3. Ohne
4. Quendorf
5. Samern
6. Schüttorf

1 listopada 2011 gmina Suddendorf została przyłączona do miasta Schüttorf.